# Bitwa pod Treiden
Bitwa pod Treiden – starcie zbrojne, które miało miejsce 1 lutego 1628 roku podczas wojny polsko-szwedzkiej (1626–1629). Gustaf Horn postanowił zaatakować siły litewskie rozłożone w trzech wioskach dowodzone przez Wojciecha Korffa i Konstantego Zienowicza. Szwedzi zostali pobici tracąc w bitwie 12–15 zabitych kawalerzystów i 200–300 zabitej piechoty oraz 2 sztandary. Natomiast straty Litwinów wyniosły 20–40 zabitych.